# Lista de personagens de Samurai X
Os personagens fictícios da série de mangá Rurouni Kenshin de Nobuhiro Watsuki. Possui uma variedade muito grande de personagens que foram inspirados em pessoas que realmente existiram, e outros baseados em personagens de outras séries de mangás.
A história segue um andarilho pacifista chamado Kenshin Himura que anteriormente era um lendário assassino conhecido como "Hitokiri Battousai" (人 斬り 抜刀 斎), trabalhando para a facção Ishin Shishi durante a época do Bakumatsu. Kenshin depois de ajudar Kaoru Kamiya, a instrutora de uma escola de kendo em Tóquio, chamada Kamiya Kasshin Ryuu, derrotando um grupo de criminosos, Kaoru convida Kenshin ficar algum tempo em seu dojo. Kenshin faz amizade com novas pessoas ao longo da série, incluindo Yahiko Myoujin uma criança descendente de uma nobre família de samurais, que começa a treinar com Kaoru; Sanosuke Sagara um ex-membro do grupo Sekihoutai que era conhecido com Kenkaia Zanza (O Lutador de Aluguel) que comprava brigas com pessoas e recebendo dinheiro em troca; Megumi Takani uma médica anteriormente envolvida com comércio ilegal de drogas, entre outros.

## Protagonistas

### Kenshin Himura
DubladorMayo Suzukaze♀, Tatá Guarnieri♂ (Brasil)
AtorTakeru Sato
Kenshin Himura (绯 村 剣 心, Himura Kenshin), também conhecido como Hitokiri Battousai (人斬り抜刀斎), devido as suas grandes habilidades na prática do Battoujutsu, e é um ex-assassino lendário responsável pela morte de inúmeras pessoas na época do Bakumatsu, quando Kenshin apenas servia seguindo ordem direta da Ishin Shishi, acreditando em uma nova era de melhorias para a população, mesmo sacrificando centenas de vidas para alcançar este objetivo. Com o final do Bakumatsu, Kenshin se torna um andarilho pacifista agora empunhando uma katana conhecida como Sakabatou (逆 刃 刀, Lit. Espada da lâmina invertida), que tem a lâmina invertida, assim, sendo incapaz de retirar mais vidas, deixando as pessoas apenas inconscientes. Aos 8 anos os seus pais morreram de cólera e aos 10, ele foi vendido como escravo. Entretanto, a caravana de mercadores de escravos em que ele estava foi atacada por ladrões das montanhas, e todos, exceto ele, foram massacrados antes que Seijuro Hiko interviesse, matando todos os ladrões facilmente. Hiko então deixou Shinta sozinho no campo de corpos, instruindo-o a procurar abrigo no vilarejo mais próximo. Uma semana depois, após descobrir que Shinta não estava no vilarejo e conseqüentemente presumindo que tivesse cometido suicídio, Hiko retornou ao local da chacina, e lá encontrou Shinta. Ele havia enterrado todos os corpos com as próprias mãos - incluindo os corpos dos ladrões. Cativado pela força do coração do garoto, ele adotou o rebatizando de Kenshin Himura. Kenshin passou a viajar por todo Japão oferecendo a segurança e ajuda aos mais necessitados, procurando redenção pelos seus crimes. Após 11 anos, viajando por todo Japão ajudando as pessoas, Kenshin se instala no dojo de Kaoru Kamiya, após salvar a vida de Kaoru ao derrotar um grupo de bandidos. Kaoru percebendo a gentileza e a bondade de Kenshin, o convida para morar no seu dojo. Kenshin logo no primeiro momento em que viu Kaoru desenvolveu um sentimento muito forte pela jovem, também faz diversos amigos e aliados ao longo da série, incluindo antigos inimigos, e Kenshin terá que brandir novamente sua natureza hitokiri para enfrentar antigos e novos inimigos que ameaçam a segurança das pessoas ao longo da série. Kenshin, no final da série, casa-se com Kaoru tendo um filho juntos, batizado de Kenji Himura. Em alguns momentos hilários, Kenshin quando é levado a nocaute, ele aparece sorrindo com expiral nos olhos e também pronuncia o bordão "oro", não enfatizado na versão dublada. Seu seyu é dublado por uma mulher Mayo Suzukaze, na versão brasileira Tatá Guarnieri. Na  versão Live Action por Takeru Sato. Sua primeira participação de Takeru foi em Kamen Rider Den'o.

### Kaoru Kamiya
Dubladora
Miki Fujitani, Denise Reis (Brasil)
AtrizEmi Takei
Kaoru Kamiya (神 谷 薫, Kamiya Kaoru) é a instrutora de um dojo em Tóquio e a mestra substituta do estilo Kamiya Kashin Ryuu. Todos os seus alunos saem quando um grande número de pessoas estão sendo mortas por alguém que dizia ser o Hitokiri Battousai prejudicando a reputação do seu dojo. Ela decide enfrentar está pessoa para mostra a eficiência do seu estilo de esgrima, mas Kaoru é derrota e posteriormente salva pelo verdadeiro Hitokiri Battousai, Kenshin Himura, que agora é um andarilho pacifista. Kaoru convida Kenshin para ficar em seu dojo, como ela observa que Kenshin é uma pessoal gentil e bondosa, Kaoru desenvolve forte um sentimento romântico por ele, embora Kenshin seja constatemente perseguido pelos seus crimes cometidos no passado, fazendo Kaoru acreditar que talvez Kenshin não mereça ser feliz. Kaoru é uma mulher gentil, bondosa, inteligente, corajosa, habilidosa, com uma personalidade muito forte e elétrica e não sabe cozinhar. Kaoru, no final da série casa-se com Kenshin, tendo um filho juntos, batizado de Kenji Himura.

### Sanosuke Sagara
Dublador
Yuji Ueda, Affonso Amajones (Brasil)
AtorMunetaka Aoki
Sanosuke Sagara (相 楽 之 左 助, Sagara Sanosuke) é um personagem popular e carismático entre os fãs da série. Sanosuke tem uma personalidade forte e determinada, possuindo um senso de justiça inabalável. Tinha como irmão adotivo o capitão da Sekihoutai, Souzou Sagara com quem aprendeu seus ideais de liberdade, cultura e determinação. Mas Sanosuke foi atingido pela tragédia de ver a pessoa que tanto admirava ser morta da forma mais humilhante pelos monarquistas da época pela acusação de "falso exército imperial", adquirindo um forte ódio pelos monarquistas e principalmente pelo Hitokiri Battousai principal responsável pela morte de Souzou, e justamente este ódio, fez os seus caminhos se encontrar. Sanosuke vivia como um mercenário, inserindo e escrita do Aku (Mau) em suas costas, passando a vagar pelo Japão comprando brigas com pessoas que estejam dispostas a pagar, para acalmar sua ira lutando, e conseguindo dinheiro pelas brigas que provocava, ficando conhecido como Kenkaia Zanza (O Lutador de Aluguel). Sanosuke se encontra com Kenshin Himura (Hitokiri Battousai) após uma luta entre eles, Sanosuke é facilmente derrotado e convencido por Kenshin a abandonar este trabalho de mercenário e começar a proteger as pessoas. Após este encontro, Sanosuke se torna o melhor amigo de Kenshin, agindo como parceiros na maioria das lutas. No final, Sanosuke ajuda Kenshin a se reunir com Kaoru, mesmo ciente que seu amigo estava doente

### Yahiko Myoujin
Dublador
Miina Tominaga♀, Rodrigo Andreatto (Brasil)
AtorKaito Oyagi
Yahiko Myoujin (明神 弥彦, Myōjin Yahiko) é um órfão descendente de uma família de samurais. Yahiko foi forçado a trabalhar como um ladrão para pagar a dívida que seus pais tinham deixado, pois morreram antes que pudessem pagar as dívidas. Quando Yahiko é resgatado por Kenshin Himura passando a querer ser como Kenshin quando crescer. Mas por causa das suas fortes crenças, Kenshin já não ensina seu estilo de esgrima que tinha aprendido. Portanto, Kenshin pede para Yahiko ser treinado por Kaoru Kamiya, a professora do dojo Kamiya. Vive brigando com Kaoru, mas tem uma relação muito especial com ela, Yahiko têm uma grande admiração por Kenshin e Sanosuke, especialmente Kenshin. Como a história vai progredindo, Yahiko se torna um hábil espadachim, assumindo a Sakabatou de Kenshin e o Aku (Mau) nas costas de Sanosuke Sagara. Aos 15 anos, Yahiko se torna um espadachim habilidoso e é presenteado por Kenshin por uma katana japonesa. Seu seyu é dublado por uma mulher Miina Tominaga, assim como Kenshin e na versão brasileira Rodrigo Andreatto.Ela já teve destaque como Noa Izumi em Patlabor e em outras mídias.

### Megumi Takani
Megumi Takani (高荷 恵, Takani Megumi) é uma farmacêutica descendente de uma conceituada família de Goten-I (Médico Palaciano) da região de Aizu. Durante a Guerra de Aizu (1868), os membros da família Takani foram enviados para ajudar os feridos no campo de batalha. O patrono da família e pai de Magumi, morreu em batalha. A mãe e os irmãos de Megumi desapareceram. Deixada para trás, Megumi permaneceu sozinha por algum tempo até arrumar emprego como assistente de um médico, sem saber que ele trabalhava para o traficante Kanryuu Takeda como fabricante de drogas. Durante uma discussão, o médico foi morto por Kanryuu, e Megumi teve de assumir a função na fabricação da droga, até que Kenshin Himura e seus amigos a resgatam. Desde então passou a trabalhar como médica no consultório do doutor Oguni Gensai, Megumi visita com frequencia o dojo de Kaoru Kamiya, com disputa pelo amor de Kenshin, entretanto tudo indica que Megumi passou a gostar de Sanosuke Sagara.

### Misao Makimachi
Misao Makimachi (巻町 操, Makimachi Misao) é uma jovem kunoichi de Quioto, que foi criado por Okina, após um pedido feito por Aoshi Shinomori. Viaja para Tóquio em busca de Aoshi quem ama intensamente. Misao se encontra com Kenshin Himura na estrada do Japão, e se tornam amigos e aliados.

### Hajime Saitou
Hajime Saitou (斎藤, Saitō Hajime) é um personagem inspirado em um personagem real da história japonesa, Hajime Saitou, têm uma rivalidade de longa data com Kenshin Himura, com quem lutou diversas vezes no passado. Saitou acredita firmemente na filosofia do Aku Soku Zan (o mal imediatamente eliminado) que é um jeito grosseiro de falar cortar o mau pela raiz.

### Aoshi Shinomori
Shinomori Aoshi (四乃森 蒼紫) é o líder da Oniwabanshuu de Tóquio, é um espadachim habilidoso que é altamente respeitado pelos seus companheiros. Se torna um amigo e aliado de Kenshin Himura, após ser derrotado duas vezes por ele.

## Antagonistas

### Hiruma Kihei e Hiruma Gohei
Hiruma Kihei (比 留 间 喜 兵卫) e Hiruma Gohei (比 留 间 伍 兵卫), também conhecidos como os Irmãos Hiruma (比 留 间 兄弟, Hiruma Kyodai). Kihei se torna aprendiz de Kaoru Kamiya ganhando sua confiança, mas continuou tentando convencê-la a vender seu dojo, por não, conseguir acreditar nas habilidades de esgrimas das mulheres. Gohei e um antigo samurai que se tornou um assassino e falsamente usa o nome Hitokiri Battousai. Enquanto Kihei faz os trabalhos domésticos para Kaoru para ganhar a confiança dela. Os irmãos usam o Kiheikan (鬼 兵 馆), um antigo dojo em uma cidade vizinha que tornou se um ponto de encontro para jogadores, e funciona como a base de operações dos irmãos.
Quando Kaoru começa a descobrir sobre a verdade dos irmãos, Kihei move-se para conseguir controlar o dojo de Kaoru, revelando a si mesmo e seu irmão como cúmplices. Kaoru começa a lutar sozinha contra os irmãos, perdendo a luta, eles estavam prestes matá-la, mas Kenshin Himura aparece os impedindo, e derrota Gohei deixando Kihei assustado, levando a fugir carregando seu irmão incosciente. Mais tarde, eles contratam os serviços de Sanosuke Sagara para derrotar Kenshin, mas Sanosuke é derrotado, e se torna um aliado de Kenshin. Kihei com um revolver atira em Kenshin para matá-lo, mas Kenshin consegue para a bala do revolver com sua espada. Os irmãos então atacam Kaoru e Yahiko, mas Sanosuke e Kenshin os protegem derrotando os irmãos definitivamente.
No anime, Gohei é o único dos irmãos que aparece, e ganhando a inteligência do seu irmão Kihei. Gohei é um dos discípulos do estilo Kamiya Kasshin Ryuu no dojo Kamiya, ele tenta matar seu instrutor de esgrima, perdendo o combate e foi expulso do dojo. Anos depois, Gohei tenta novamente controlar o dojo Kamiya, mas é impedido por Kenshin. Ele contrata os serviços de Sanosuke para derrotar Kenshin, mas este falha. Mais tarde, ele contrata os Irmãos Kisaki para derrotar Kenshin, apesar de quase terem tido sucesso, Yahiko usando a espada Sakabatou de Kenshin, consegue derrotar os irmãos, e Yahiko manda Gohei mancando embora depois de chutá-lo nos genitais.
Watsuki descreveu a criação dos irmãos como "uma função direta da história", e queria "vilões interessantes para começar as coisas com um estrondo". Watsuki criou um como "inteligente" e outro como "selvagem". Watsuki decidiu que a história envolvendo os dois chegando juntos estava levando "muitas páginas", por isso ele fez a dupla de irmãos em vez de ser "circunstancialmente relacionados". E usou um gerente e diretor do mangá Chikarabito Densetsu de Takeshi Obata, como modelo para Kihei. Watsuki usou um personagem que ele encontrou em uma revista que ele pensou "Oh, impacto!" para Gohei.
Watsuki afirma que, ao contrário dos rostos de Kenshin e outros personagens, os rostos de Kihei e Gohei são de formas básicas. Na visão do autor, chamando os irmãos Hiruma era "fácil" como resultado; Watsuki diz que ele chamou os irmãos em dois minutos, e ele diz que se tornou mais afeiçoado dos irmãos se aproximou.

### Udou Jin-e
Udou Jin-e (鹈 堂 刃 卫), também conhecido como Chapéu Negro (黒 笠, Kurogasa), é um antigo membro do Shinsengumi que foi expulso por causa da sua personalidade sádica e o seu desejo compulsivo em matar. Udou é um lutador do estilo de esgrima Nikaidou Heihou que tinha como principal técnica o Shin no Ippou (Espírito Unilateral), que permite que ele projete "seu espírito de espadachim" para paralisar seus oponentes. Desde a sua expulsão, ele têm vagado por todo Japão matando os políticos, até se deparar com o lendário hitokiri, Kenshin Himura. Udou fica ansioso para lutar contra Kenshin e sequestra Kaoru Kamiya, com intuito de deixar Kenshin furioso para fazer com ele volte a ser o lendário hitokiri, conseguindo atingir seu objetivo em seu segundo confronto contra ele. Depois de uma luta árdua, Kenshin derrota Udou ao amputar o seu braço com sua espada, Sakabatou. Mas, quando Kenshin vai para matar Usou, e ouve a grito de Kaoru, voltando à sua natureza pacifica. Não suportando a vergonha de viver após ter perdido, Udou resolve se suicidar, enfiando sua espada em seu próprio peito, mas antes de morrer Udou diz para Kenshin que a verdadeira natureza dele é a de um hitokiri, e que ele não pode escapar desse fato. Após isso, morre. Mais tarde, foi revelado que Udou trabalhava como mercenário a serviço de Shibumi, um político corrupto, que contratou os serviços de Udou para eliminar os políticos rivais. Udou trabalha como parceiro de Akamatsu e juntos realizaram vários assassinatos de políticos para promover a imagem de Shibumi.
Watsuki planejou o personagem Udou Jin-e, baseando-se em Okado Izo, um dos melhores assassinos do período do Bakumatsu, e o autor admite que Udou tem pouco semelhança com Izo. Watsuki desenvolveu a roupa do personagem, a partir do super-herói Gambit, das revistas americanas dos X-Men. A risada do personagem Udou Jin-e, "uhu-hu-hu", e baseada do personagem Ukon, do mangá Kanka-ya Ukon. Watsuki diz ter projetado o personagem como um "satsujin-ki" ("ogro assassino"), para ser o "oposto de Kenshin", e descreve o personagem como um personagem "complicado companheiro" que é "louco". O autor publicou aos leitores do mangá, ter lutado com os conceitos para acabar com a história do personagem, antes de cometer o "choroso" suicídio para o personagem. Watsuki resume que Udou, em certo sentido, o único personagem para derrotar Kenshin, embora não tenha vencido.

### Kanryuu Takeda
Kanryuu Takeda (武田 観 柳) é um empresário ganancioso que iniciou como um traficante de drogas em Tóquio na fabricação de ópio, forçando Megumi Takani na fabricação das drogas, após a morte do fabricante anterior. Seu principal objetivo com tráfico de drogas, e gerar lucro suficiente com as vendas, para trazer armas ocidentais modernas, ambicionando ser também um poderoso traficante de armas. Contrata os serviços de Aoshi Shinomori e a Oniwabanshuu como seu próprio exército particular. Quando os membros da Oniwabanshuu são derrotados pelo grupo de Kenshin Himura, que invadiram sua mansão para resgatar Megumi. Kanryuu recorre ao uso da sua Gatling para matar todos os seus inimigos em sua mansão, conseguindo matar todos os membros da Oniwabanshuu metralhados, enquanto estes protegiam Aoshi como uma taxa de suicídio. Kanryuu usa toda sua munição para matar os membros da Oniwabanshuu, e Kenshin aproveita para derrotar Kanryuu. Que é preso, tentando jogar toda culpa em cima de Megumi, mas Kenshin fala para policia que Kanryuu obrigava Megumi a fabricar as drogas. No anime, a rampa de alimentação da Gatling é presa por um dardo lançado por Beshimi, Kenshin aproveitando a oportunidade para deixar Kanryuu inconsciente para ser preso pela policia.
Watsuki modelou o personagem Kanryuu Takeda, a partir do capítão do Shinsengumi, Takeda Kanryūsai. Watsuki publicou que não existe um modelo em termos para o design do personagem, e descreve Kanryuu como uma "transição" do personagem Nishiwaki, outro personagem de Rurouni Kenshin. Kanryuu se veste de branco desde que Watsuki sentiu que "entre Kenshin e Aoshi, já houve muito preto". Watsuki sentiu que, desde que colocou tanta ênfase em Megumi e os integrantes da Oniwabanshuu, Kanryuu nunca "se tornou o personagem" que Watsuki pretendia, que para Watsuki "foi um pouco de decepção". Watsuki originalmente pretendeu fazer Kanryuu, um personagem homossexual, mas desistiu da ideia como Watsuki sentiu que iria "desnecessariamente complicar as coisas".

### Oniwabanshuu
Oniwabanshuu (お 庭 番 衆) era um grupo de Onmitsu (ninja, mas Nobuhiro Watsuki não gosta de usar a palavra "ninja", pois acredita que é uma palavra "brega") que eram os protetores do Castelo de Edo, durante o Período Edo. Em Rurouni Kenshin este grupo é formado por Aoshi, Misao, Hannya, Shikijou, Hyottoko, Beshimi, Okina e os outros no Aoiya. O grupo liderado por Aoshi é conhecido como a Oniwabanshuu de Tóquio, enquanto que o grupo, que Misao pertence é conhecido como Oniwabanshuu de Kyoto. Após o Bakumatsu, de todos os membros da Oniwabanshuu, somente Aoshi recebeu várias ofertas de emprego de agências governamentais, tais como os serviços de inteligência do Exército Japonês e serviços de proteção aos líderes políticos, mas Aoshi escolheu ser um guarda-costas particular contratado, com os seus companheiros capazes de trabalhar com ele.
Hannya
Hannya (般若) é um aprendiz de esgrima de Aoshi Shinomori, que nasceu em uma família bastante pobre, por isso, ele foi abandonado ao nascer para família poder reduzir o número de pessoas para alimentar, ele passou a vagar como um animal, até ser encontrado por Aoshi que ofereceu uma alta posição na Oniwabanshuu. Hannya é um mestre nos disfarce dentro do grupo, ele ganhou a sua capacidade removendo todas as suas características faciais proeminentes, por isso, que Hannya usa uma máscara com aparência demoníaca. Ele queimou seu lábio, cortou suas orelhas e nariz, esmagou as maçãs do rosto para que ele pudesse se disfarçar como qualquer indivíduo.
No anime, não é mencionando nada sobre a razão de sua máscara, embora, seu rosto ainda esteja desfigurado. Por sua vida ter sido salva por Aoshi, recuperando a razão para viver, disposto a sacrificar sua própria vida para proteger seu mestre. Apesar de espionagem ser a sua especialidade, ele é um dos guerreiros mais forte seguindo as ordens de Aoshi. Seu estilo de combate evolui principalmente a partir de sua disciplina que recebeu de Aoshi. No entanto, ele acrescenta em seu próprio corpo pinturas, possivelmente, atuado com os braços em listras horizontais, lhe dando a aparência de ser mais curto do que realmente são, atraindo, assim, seus oponentes em uma falsa sensação de segurança em relação à distância dos ataques de Hannya. Hannya usa garras de metais sobre suas luvas, que o ajudam a bloquear ataques de outras armas, e estas garras de metais são retrateis, podendo remover suas garras, e que ele recorre como uma espécie de trunfo em batalha. Hannya é derrotado por Kenshin Himura, mas teve sua vida poupada, em seguida, ele morre metralhado pela Gatling de Kanryuu, enquanto protegia Kenshin no resgate de Megumi Takani.
O modelo para criar a personalidade do personagem Hennya se baseia de Yamazaki Susumu, um membro da Shinsengumi. Alguns leitores do mangás, propôs que Hannya tinha um belo rosto sob a máscara, Watsuki sempre teve a intenção de tornar o rosto de Hannya deformado. Watsuki originalmente se baseou em Joseph Merrick, o "Homem Elefante", e inicialmente teria previsto a ideia de fazer o rosto deformado de Hannya, desde que uma pessoa pisou nele enquanto ainda estava no ventre da sua mãe. Watsuki destinou, que outras pessoas no mangá, tratassem Hannya como um monstro e aberração, e, portanto, ele iria viver sozinho nas montanhas, até ser descoberto por Aoshi se tornando um membro da Oniwabanshuu. Portanto Hannya, que encontra a sua "razão de viver" em luta, diz "Só na Oniwabanshuu, eu sou capaz de viver como um ser humano", Watsuki discutiu com sobre isso com seu editor, que poderia significar "a forma de seu destino é determinado pela forma como se nasce". Watsuki decidiu que esta mensagem seria imprópria para uma série de mangá shonen. Watsuki publicou que Hannya não é um personagem que descreveria como "mal".
Beshimi
Beshimi (癋 见) é um baixinho que usa a velocidade para compensar a falta de força física e que gosta de usar dardos envenenados. Beshimi é um dos integrantes do grupo enviados para encontrar e trazer Megumi Takani de volta para Kanryuu, ele tenta matar Megumi com seus dardos, mas Yahiko Myoujin interfere em sua tentativa, e Kenshin nocauteia Beshimi que é levado de volta para a mansão de Kanryuu por Hannya. No anime, ele morre metralhado pela Gatling de Kanryuu, ao usar os seus dardos venenosos para prender a rampa de alimentação da arma, dando a oportunidade para Kenshin derrotar Kanryuu.
Hyottoko
Hyottoko (火 男, Sig. "Homem Fogo") é um homem gordo que é capaz de disparar fogo pela boca, por meio, de um grande saco de óleo que ele mantém armazenado dentro do estômago, e um bico localizado em sua boca, que ele usa para acender as chamas com os dentes da frente, que ele substituiu por sílex. Sua enorme barriga o torna impenetrável para dirigir ataques físicos.
Watsuki disse que não usou nenhum modelo específico para a criação do personagem Hyottoko, e usando seu conhecimento rudimentar de kanji (Hyottoko é formado por "Fogo" "火" e "O homem" "男"), Watsuki criou um "respiradouro de fogo". O autor publicou que pretendia fazer os membros da Oniwabanshuu, representar várias formas e tamanhos, e tornando Hyottoko um homem gordo e grande, que teria uma bolsa de petróleo em seu estômago. Watsuki publicou que nunca tinha desenhado um personagem como esse antes, e experimentou dificuldades iniciais enquanto desenhar o personagem.
Watsuki decidiu fazer de Hyottoko, um cuspidor de fogo, pois sentiu que seria natural para um "Onmitsu" ser chamativo. Watsuki, durante a publicação do mangá, viu que Hyottoko parecia um pouco fora do lugar e "realmente não orgânico" ao seu mundo. Segundo Watsuki, o personagem cuspidor de fogo e o método de girar a espada de Kenshin para derrotar Hyottoko, recebeu muitas críticas dos fãs, autores de outros mangás, e amigos pessoas.
Shikijou
Shikijou (式 尉) é um ninja subordinado à facção Satsuma da Ishin Shishi. Shikijou recebe a importante missão de se infiltrar no Castelo de Edo, para obter informações sobre a próxima batalha, quando é desafiado por Aoshi Shinomori, perdendo a batalha e ganhando todas as cicatrizes que têm atualmente, mas Aoshi deu uma chance para Shikijou para participar da Oniwabanshuu. Após tomar vários medicamentos Shikijou conseguiu um físico bastante avantajado e exibindo uma corrente ligada a uma bola de ferro. Ao termino do Bakumatsu, não recebeu nenhum trabalho próspero pelo governo, pois ele era um traidor. Shikijou é derrotado por Sanosuke Sagara, na mansão de Kanryuu, e foi o primeiro a ser morto metralhado pela Gatling de Kanryuu, para protegendo Aoshi.
Watsuki publicou que criou o personagem Shikijou, depois de criar Sanosuke, e deu para Shikijou a mesma "filosofia, força e personalidade" de Sanosuke. Watsuki, ao colocar os dois personagens em lados opostos, para ilustrar as diferenças entre as duas facções. Watsuki criou Shikijou como um vilão, mas de acordo com o Watsuki a "nobre maneira" da morte de Shikijou fez o personagem ser "um cara muito legal". Watsuki publicou aos leitores não ter usado um modelo específico para o projeto do personagem, e deu para Shikijou muitos músculos como o personagem é um "lutador de energia", e acrestencou várias cicatrizes e musculos exagerados no personagem.
Okina
Kashiwazaki Nenji (柏 崎 念 至), também conhecido como Okina (翁), é um excelente lutador e estrategista talentoso, que gosta de jogos, bebidas e de garotas bonitas. Viria a ser o próximo líder da Oniwabanshuu, mas recusou a posição, dizendo que era o momento para os jovens, recomendando que Aoshi Shinomori fosse o próximo líder da Oniwabanshuu. E se torna um espião em Kyoto coletando informações. Após se aposentar, ele desiste dos seus métodos de combate, e agora vive pacificamente em Quioto no Aoiya, a sede da Oniwabanshuu (que agora é um hotel), onde ele ajudou a criar Misao Makimachi, após um pedido feito por Aoshi. Ele aparece para ajudar Kenshin Himura a encontrar Arai Seiku e Seijuurou Hiko. Apesar da idade, ele ainda têm uma mente rápida e sabe tudo sobre o funcionamento exterior e interior de Kyoto, desde a rede de antiga inteligência da Oniwabanshuu ainda está ativa, e, empunha uma tonfa, que serve para bloquear golpes de espadas. Têm trabalhando consigo no Aoiya como seus assistentes os jovens, Kurojo (黒尉), Shirojo (白尉), Masukame (増髪) e Omine (近江女).
Watsuki publicou aos leitores não ter tido nenhum modelo específico para a criação da personalidade de Okina, e publicou que Okina é a imagem de um "velho soldado". Okina, de um "suave" homem idoso, que corrige a geração mais jovem quando ela está confusa ou faz algo de errado. Watsuki publicou que teve o personagem Tokijirō Kaizô do mangá Cyborg Jii-chan G de Takeshi Obata, para a criação do personagem Okina, e publicou ter bastante cuidado sobre fazer seus personagens serem muito semelhantes às suas influências, e Watsuki publicou ainda, que um dos seus assistentes adivinhou de "imediato" o modelo de design de Okina, Watsuki acrescentou que seus assistentes são "muito inteligente para seu próprio bem". Watsuki expressou desapontamento com o cabelo de Okina, e pretendia para o cabelo do personagem se levantar quando Okina está muito irritado. Devido à falta de páginas disponíveis Watsuki concluiu que "isso não acabou cruzando muito bem".

### Isurugi Raijuuta
Raijuuta Isurugi (石 动 雷 十 太, Isurugi Raijūta) é um samurai insatisfeito com o atual estado da esgrima no Japão, e pretende reviver o velho estilo de esgrima Satsujin (espadas que trazem a morte ou técnica de espada assassina), usando seu estilo Shinko (真 古 流), que permite criar golpes a longa distância que viaja através do ar e com a força da sua espada. Viajando por todo Japão fechando os dojos de Shinai pela força, e reunindo os mais fortes guerreiros que ele encontra em seu caminho. No anime, ele pretendia conquistar o Japão com a ajuda de um grupo de samurais seguidores, e formar uma nação única para os espadachins.
Raijuuta tinha como discípulo o garoto Yutaru Tsukayama, que ele utilizava para arrecadar fundos para os seus projetos, ele se torna instrutor de esgrima para o garoto, após simular uma falsa tentativa de assalto usando seus capangas para intimidar a família do garoto, e para ele criar uma imagem, heroica para si próprio, pois havia derrotados os falsos assaltantes, ganhando a confiança do pai do garoto, que passou a financiar suas ações, como abrir seu próprio dojo que na realidade é uma espécie de liga de espadachins. Apesar dos seus discursos sobre matar seus adversários, Kenshin Himura revela para a todos que Raijuuta nunca matou ninguém, provando ser uma fraude total. Se sentindo humilhado, Raijuuta pega Yahiko Myoujin como seu refém, ameaçando matá-lo. Yahiko pede para ser morto por Raijuuta, e quando este finalmente está disposto a matar Yahiko, Kenshin consegue convencer Raijuuta explicando que matar as pessoas é realmente implícito, arrependido Raijuuta desiste da ideia. Pouco depois ele é levado preso pela polícia.
Raijuuta Isurugi foi originalmente baseado em um personagem de uma história de quadrinhos americana. Como a história progredia, Watsuki publicou aos leitores que a aparência e a personalidade de Raijuuta é "deteriorada", e destinou Raijuuta para ser "uma frauda total", que se tornou "um homem casa vez mais baixo". Como a história progredia, até que Raijuuta foi "derrotado por um único golpe" por Kenshin, e Watsuki se perguntou como Raijuuta teria "afundado tão baixo". Watsuki concluiu que projetar e desenvolver Raijuuta, ensinou para ele, "um pouco". O autor de Rurouni Kenshin pretendia dar a "paz" para Raijuuta, em histórias futuras, mas Watsuki acrescentou que "mais uma vez ... esse cara! suspiro".
Watsuki admitiu ter dificuldades na tentativa de gerenciar "os detalhes complicados" da história da Oniwabanshuu, então Watsuki entregou para Raijuuta um projeto relativamente simples. Watsuki concluiu que o desenvolvimento de Raijuuta, ensinou, sobreo design dos personagens e que sente prazer em desenhar personagens "macho".

### Akamatsu Arundo
Akamatsu Arundo (赤 末 有人) é um mercenário seguindo o comando do político corrupto Shibumi, e o antigo parceiro de combate de Udou Jin-e. Com a morte do seu parceiro pelas mãos de Kenshin Himura, Akamatsu é enviado por Shibumi para eliminar Kenshin no lugar de Hajime Saitou, ele prepara uma emboscada para capturar Kenshin, usando suas correntes para imobilizá-lo, mas Kenshin consegue se libertar das correntes e derrotar Akamatsu, que consegue fugir. Ele então descobre sobre a verdadeira afiliação de Saitou, pois Saitou é realmente aliado do ministro Okubo Toshimichi. Akamatsu temendo por sua vida, decide cortar as relações que tinha com Shibumi, e tenta fugir para fora do país, mas é impedido por Saitou, Akamatsu é morto decapitado.
Watsuki afirmou que "este personagem está aqui apenas para apanhar". Como Akamatsu aparece para ajudar no desenvolvimento da história, Watsuki acrescentou uma personalidade arrogante para Akamatsu (um traço de personalidade favorita de Watsuki para criar seus vilões). O modelo de design original de Akamatsu é baseado no personagem Ômega Vermelho, vilão russo das revistas norte-americana dos X-Men. Pois ambos os personagens possuem nomes semelhantes ("赤" "aka" referente ao "red" em inglês e ao "vermelho" em português, e "末" "matsu" que correspondente ao "end" em inglês e ao "fim" em português, equivalente a "Omega", que é a última letra no alfabeto grego - também está relacionado ao conceito cristão de Alpha e Omega); Já as correntes usadas por Akamatsu são representantes dos tentáculos de carbono de Omega Red.

### Shibumi
Shibumi (渋 海) é um político corrupto, que emprega assassinos para eliminar rivais afim de promover sua própria imagem. Tinha Udou Jin-e, Akamatsu Arundo e Hajime Saitou servindo as suas ordens. Com a morte de um dos seus capangas pelas mãos de Kenshin Himura, Shibumi dá a ordem para Saitou eliminar Kenshin, mas enviando Akamatsu para fazer o serviço. Com a derrota de Akamatsu para Kenshin, e a descoberta sobre a verdadeira afiliação de Saitou, que é na realidade era aliado do ministro Okubo Toshimichi. Shibumi decide fugir para fora do país, mas é impedido por Saitou, ele implorando por sua vida, oferece dinheiro para Saitou para deixá-lo viver, mas Saitou se recusa, e o mata.

### Juppongatana
Juppongatana (十 本 刀, Sig. "As Dez Espadas") é um grupo de espadachins  (principalmente) de elite que atuam como subordinados de Makoto Shishio, na tentativa de derrubar o governo japonês. Watsuki afirmou que vários de seus assistentes sugeriam as ideias para criação dos membros da Juppongatana.
Makoto Shishio
Makoto Shishio (志 々 雄 真 実, Shishio Makoto) é um personagem baseado em uma pessoa real da história japonesa, e o principal antagonista da Saga Kyoto, e considerado pelos fãs da série como o maior vilão de Rurouni Kenshin.
Komagata Yumi
Komagata Yumi (驹 形 由 美) é uma oiran que é uma cortesão em Yoshiwara. Por causa disso, ela é linda, inteligente, digna, bem culta, e foi criado com uma vida confortável. Yumi sempre foi interessada em questões sociais e de ocorrências de importância no Japão, e se tornou insultada pela postura do governo japonês sobre as prostitutas. Yumi carrega um amor extremo por Makoto Shishio, se juntando a ele na conspiração de derrubar o Governo Meiji, ela esta constantemente preocupada com estado de saúde dele.
Yumi morre para proteger Shishio, pois seu corpo se tornou superaquecido na luta contra Kenshin Himura e seu grupo. Ela se joga na frente do golpe de Kenshin protegendo Shishio, e aproveitando a oportunidade Shishio golpeia Kenshin com sua espada, ferindo-o mortalmente. Porém Yumi também fica gravemente ferida e morre, sabendo que finalmente usou teu corpo para ajudar Shishio em sua batalha mais importante, Yumi finalmente morre feliz e liberada de uma frustação por não ser capaz de lutar ao lado dele. Yumi aparece acompanhando Shishio e Hoji no inferno, esperando Shishio pronuciar que ira governar inferno.
Watsuki publicou aos leitores que originalmente planejou ter criado a personagem Yumi para ser um acessório "sexy" para Shishio, pois Watsuki imaginou que para tornar Shishio um grande vilão, iria precisar ter "sedutora" em torno dele, e não tinha intenção de desenvolver Yumi como uma personagem motivada pelo amor. Watsuki publicou não nenhum modelo para criação da personalidade de Yumi, e Yumi é uma versão do Ogin, a personagem interpretada pela atriz japonesa Kaoru Yumi, numa série spinoff de Mitokomon. Ao longo do desenvolvimento da personagem na história, Watsuki tornou-se um fã da série Morrigan Aensland de Darkstalkers, e Watsuki começou a expor mais do corpo de Yumi, eventualmente, aumentando a sensualidade da personagem.
No final, Watsuki teria planejado para Yumi encontrar a felicidade em seguir Shishio, em todos os lugares, não importando qual. Watsuki relatou que recebeu cartas de resposta para o sacrifício de Yumi, incluindo alguns elogiando o desenvolvimento e outros criticando. Watsuki afirmou que o desenho da personagem Yumi, ensinou, que Watsuki poderia se divertir com o desenho de personagens femininas não apenas fazendo-as parecer "bonitas", mas também torná-las "sedutoras, ou até mesmo malvadas". E acrescentou que, uma vez que Yumi tinha um "corpo sexy", até mesmo uma linha de brinquedos poderia fazer a personagem parecer "absolutamente indecente". O autor de Rurouni Kenshin publicou que o desenvolvimento da personagem ensinou a importância de um "esboço hábil".
Soujirou Seta
Soujirou Seta (瀬田 宗次郎, Seta Sōjirō) é um guerreiro adolescente que é o braço direito de Makoto Shishio, tornou-se conhecido por estar sempre com um falso sorriso em seu rosto, e aparentar, não exibir emoção alguma em batalha. Como Shishio, Soujirou é um seguidor fiel da filosofia "da lei dos mais fortes", e considera que os adversários fracos precisam ser mortos.
Soujirou é um filho bastardo de um comerciante integrado a família do pai biológico, ainda jovem. Por não ser um filho legítimo, Soujirou sempre foi tratado com muita violência por parte dos irmãos, o que se intensificou com a morte do patrono da família. Nessa época, desenvolveu a estratégia de sorrir o tempo todo, escondendo suas verdadeiras emoções, já que situações de choro ou desafio incitavam mais violência por parte dos seus irmãos.
Em um, certo dia, Soujirou apanhou dos irmãos e foi até um poço para se lavar, foi onde Soujirou encontrou com Makoto Shishio, que estava matando um grupo de policiais. Soujirou tenta fugir de Shishio, mas é percebido e quase morto, mas Shishio desistiu de matá-lo, ao ver que o garoto não estava apresentando o medo da morte, pelo contrário, estava sorrindo. Então, Soujirou passou a refugiar Shishio, escondendo no armazém da sua casa, para onde Soujirou levava as ataduras (uma vez que o corpo de Shishio estava deformado pelas queimaduras) e comida. Soujirou teve vários diálogos com Shishio, aprendendo sobre a filosofia "da lei dos mais fortes" e ganhando uma espada, entretanto, seus irmãos acabaram por descobrir o refugiado e resolveram matá-lo.
Como Shishio não oferece ajuda para Soujirou, que se vê obrigado a por em prática os ensinamentos de Shishio, matando toda a sua família sozinho, em seguida, tornou-se aprendiz de Shishio, seguindo fielmente a filosofia do seu mestre. Soujirou tornou-se um poderoso espadachim subordinado de Shishio obedecendo as suas ordens atentamente, ele se ingressa ao grupo de Shishio, Juppongatana, considerado como o segundo membro mais poderoso do grupo, perdendo somente para o próprio, Shishio. Seguindo as ordens do seu mestre, Soujirou matou o ministro Okubo Toshimichi, após Okubo ter revelado para Kenshin Himura, sobre os planos de Shishio.
Soujirou têm uma rápida luta contra Kenshin na pequena Vila Shingetsu, após Senkaku ser vencido por Kenshin. Na luta Soujirou consegue destruir a Sakabatou de Kenshin, mas sua espada também ficou detonada, ao receber o golpe de Kenshin. Após, Soujirou é encarregado por Shishio para reunir todos os membros da Juppongatana, da região leste do Japão. Sua ideologia começar a mudar a partir da sua última luta com Kenshin, percebendo que a filosofia seguida por Shishio esta errada, e incentivado por Kenshin a procurar sua própria "verdade", Soujirou usa Kenshin como inspiração, e parte como um andarilho pacifista ajudando as pessoas mundo a fora.
Usui Uonuma
Usui Uonuma (鱼 沼 宇 水) é um guerreiro que costumava ser um espadachim a serviço da Shogunato designado apenas para matar hitokiri. Usui é enviado para eliminar Makoto Shishio, mas é derrotado por Shishio que arrancou os seus olhos, mas poupando sua vida. Durante seu período de recuperação, Usui descobre sua incrível capacidade auditiva, permitindo descobrir os movimentos dos adversários pelos batimentos cardíacos e detectar as emoções dos outros, essa habilidade é bastante semelhante ao sonar do golfinho ou morcego. Combinando suas habilidades em esgrima e sua capacidade auditiva, desenvolvendo a técnica Shingan (心眼, Olho do Coração, Olho da Mente na versão brasileira do mangá), tornando-se conhecido como Espada Cega (Espada Sem Luz na versão brasileira do mangá). Usui carrega consigo um enorme escudo com um desenho de olho no centro, que serve para desviar os ataques dos inimigos, e uma lança curta com um final ponderado, para atacar. Usui passa a integrar na Juppongatana, aguardando o melhor momento para destruir Shishio, e para manter as aparências Usui passa a matar as pessoas mais fracas apenas para aumentar seu ego, pois havia chegado à conclusão de que não seria capaz de matar Shishio. De acordo com Chou Sawagejou, Usui é o segundo integrante mais forte da Juppongatana. Usui enfrenta Hajime Saitou, perdendo, e morrendo no processo.
Segundo Nobuhiro Watsuki, a ideia de criar um personagem cego com grande capacidade auditiva surgiu a partir da sugestão de um dos assistentes na época, mas Watsuki teria inicialmente recusado o projeto. Watsuki originalmente pretendia que Usui lute contra Kenshin, enquanto o perseguia na cidade de forma semelhante ao Exterminador do Futuro, mas desistiu na ideia original e preferiu fazer com que Usui lute e morra pelas mãos de Saitou, ao invés de ser morto por Shishio. Watsuki publicou ao leitores que lamentou ter criado Usui, assim, como Watsuki se lamentou em ter criado Raijuuta, mas Usui se tornou um personagem popular. O design original de Usui é baseada no personagem Taopaipai, vilão do mangá Dragon Ball de Akira Toriyama, Watsuki disse que Taopaipai fez "uma impressão forte" como Taopaipai foi o primeiro vilão a derrotar o protagonista da série, Goku. Watsuki publicou que muitos dos leitores adivinharam incorretamente de que Lau Chan, personagem de Virtua Fighter, serviu como modelo para o design de Usui. O autor de Rurouni Kenshin, originalmente teria planejado dar para Usui uma roupa "tribal", mas Watsuki preferiu dar para Usui um "traje com olhos como design". Watsuki também publicou ter planejado fazer para Usui "um tipo bonito, de cabelos compridos", mas desistiu da ideia por parecer muito com Ukyo Tachibana, personagem da série Samurai Shodown (Samurai Spirits).
Anji Yukyuuzan
Anji Yukyuuzan (悠久 山 安 慈, Yūkyūzan Anji) é um monge guerreiro servindo como subordinado de Makoto Shishio, na tentativa de derrubar o Governo Meiji. Vivia como um monge budista em um monastério cuidando de crianças órfãs, que ele considerava como seus próprios filhos. Passou a sofrer as consequências do decreto imperial que definia o Xintoísmo como a religião oficial do Japão, os moradores locais ansiosos pelos benefícios do Governo Meiji, incendeiam o monastério de Anji, matando todas as crianças, somente Anji sobreviveu. Embora Anji seja um monge renegado, ele ainda mantém muitas das crenças budistas e agora quer limpar o mundo do mal, impulsionado pelo objetivo de salvação, e estando disposto a sacrificar vidas para conseguir seu objetivo. Anji é o guerreiro mais misericordioso do grupo, e Shishio atribuiu para ele à decisão de escolher se alguém deve viver ou morrer. Anji é um guerreiro com habilidades de kenpo, ao invés de usar diretamente uma espada em batalha. Ele se encontra com Sanosuke Sagara em uma floresta, ensinando sua poderosa técnica Futae no Kiwami (Duplo Extremo), sem perceber que Sanosuke era um aliado de Kenshin Himura. Na fortaleza de Shishio, Anji trava uma batalha contra Sanosuke, onde foi vencido. Convencido por Sanosuke que esta vida de crimes não era o que as falecidas crianças desejavam para ele, como Anji acreditava. Arrependido ele decide se entregar para policia, pegando 25 anos de prisão, em Hokkaido.
Sadojima Hoji
Sadojima Hoji (佐渡 岛 方 治) é o segundo no comando da Juppongatana depois de Makoto Shishio, e era um funcionário do Governo Meiji, que estava insatisfeito com os políticos os achando incapazes de governar o país, levando a abandonar seu cargo no governo, vivendo por algum tempo na miséria, até conhecer Shishio, imaginando como seria o país governado por Shishio, seguindo as regras dos princípios da sobrevivência básica, Hoji passa a ajudar Shishio em seu objetivo de derrubar o governo japonês, reunindo um exército de guerreiros seguidores das ordens de Shishio. Hoji é realmente único, vestindo seu uniforme verde e carregando sua espingarda, Hoji não é muito chegado em combates físicos, mas é um organizador de astúcia e possui qualidades de liderança formidáveis. Suas habilidades na área estratégica e logística são surpreendentes, conseguindo comprar o gigantesco navio de guerra Heigoku (炼 狱, Fragata Purgatório). Seu objetivo ao comprar o navio falha, porque Sanosuke Sagara explode todo navio com várias bombas fornecidas pelo amigo seu Tsunan.
Hoji acredita fielmente nas habilidades de Shishio, e considera como um ser supremo, ele presencia a batalha entre o seu mestre contra Kenshin e seu grupo, jogando fora sua espingarda que estava escondida, ao descobrir sobre o limite de 15 minutos de luta do seu mestre. Hoji incapaz de aceitar que seu mestre tenha sido derrotado por Kenshin, ele acaba destruíndo o esconderijo de seu mestre, com a intenção de matar Kenshin e seus amigos, que estavam dentro do esconderijo. Hoji é convencido por Anji e Seta em se entregar para policia, concordando com a ideia, ele pretendia usar os tribunais penais para usar os ideais de projetos e planos de Shishio. Foi revelado que Hoji cometeu suicidio dentro da prisão, cortando sua própria garganta, após ter seu pedido de julgamento recusado pelos funcionários do governo, acreditando que as palavras dele seriam perigosas demais para conceder um julgamento. Depois de cortar sua garganta, Hoji escreve uma mensagem na parede com seu próprio sangue, dizendo "este mundo está morto para mim, agora eu vou seguir o meu mestre no inferno", a mensagem foi dirigida ao governo japonês para transmitir seu desgosto com os governantes e sua lealdade a Shishio. Ele é mostrado no Inferno com Shishio e Yumi, prometendo seguir Shishio quando este declarar que ira governar o Inferno.
Watsuki afirmou que grande parte do conceito global de Sadojima Hoji, origina-se a partir de uma personagem das revistas dos X-Men, cujo nome é semelhante ao nome de Hoji (provavelmente Forge), Watsuki disse que o personagem dos X-Men lhe deu uma "dica" para a história e que a personalidade de Hoji, provêm de um de seus personagens. O personagem do X-Men que Nobuhiro Watsuki usou como modelo para Hoji, não luta diretamente, mas em vez inventa máquinas para ajudar os membros de sua equipe, assim Watsuki queria um personagem que ocupou um papel similar na Juppongatana. Watsuki disse que quando decidiu tornar Hoji, o segundo no comando da facção de Shishio, então o conceito do personagem "atingiu os acordes no seu coração". Watsuki acrescentou que o único aspecto que não gostava sobre o personagem é o traje, e pretendia torna-lo mais um "autêntico estilo europeu", para o período de tempo, mas Watsui não conseguiu encontrar recurso suficiente para fazer um traje desta maneira. Watsuki disse que Hoji se tornou "um cara muito legal", ao final da Saga Kyoto.
Chou Sawagejou
Chou Sawagejou (沢 下 条 张, Sawagejō Chō) é um guerreiro conhecido como Colecionador de Espadas, carregando consigo uma verdadeira coleção de espadas bastante raras e incomuns. Seu estilo de combate se determina a partir da espada que Chou usa, e sua espada favorita é uma espada longa e flexível, que ele mantém escondida na cintura, chamada de Urumi. Ele é apenas um adversário medíocre que gosta de brincar com os inimigos, e é um nativo da região de Osaka, com um sotaque muito forte da região, intraduzível para o português. Ele é uma pessoa extremamente calma, fria e racional, que normalmente, mantém um olho fechado quando fala, e abrindo os dois olhos quando excitado pelo calor da batalha.
Chou sequestra Iori, com intuito de usar o garoto como moeda de troca para conseguir a última espada forjada por Shakku Arai, para adicionar a sua coleção. A mãe do garoto, revela a localização da espada de Shakku, e Chou continua mantendo Iori como refém, e vai para o templo, onde a espada está localizada. Mas Kenshin Himura estava aguardando no templo, e mesmo estando com sua espada Sakabatou quebrada inicia um combate contra Chou, para impedir seus planos, em meio ao combate, Seiku entrega para Kenshin, a última espada criado pelo seu pai, revelando ser apenas uma versão melhorada da Sakabatou. Kenshin derrota Chou, que consegue fugir.
Com a morte de Shishio, Chou reaparece informando para Kenshin e seu grupo, sobre como estão os integrantes da Juppongatana, após a morte de Shishio. Ele passou a trabalhar para Saitou como espião e informante, reaparecendo no mangá para ajudar a descobrir informações sobre Enishi Yukishiro e seu grupo. No anime, ele retorna para enfrentar Shougo Amakusa. Chou chega a lutar contra Shougo Amakusa, sendo derrotado facilmente, em sua última aparição no anime, ele afirma que Shougo é mais forte do que Kenshin.
Kamatari Honjou
Kamatari Honjou (本条 镰 足) é um guerreiro homossexual apaixonado por Makoto Shishio, mesmo sabendo que Shishio tem seu coração ocupado por Yumi Komagata, e incapaz de ser poderoso o suficiente como Soujirou Seta, para servir como o braço direito de Shishio. Kamatari utiliza uma enorme foice que é muito pesada como sua principal arma em batalha, e prática seu próprio estilo de arte marcial com sua foice. Participa da invasão ao Aoiya, onde é desafiado por Kaoru Kamiya e Makimachi Misao, sendo derrotado por elas. Em seguida, Kamatari tenta suicidar-se com um alfinete, ao descobrir sobre a morte de Shishio, mas Misao intercede, batendo nele e impedindo que ele perfure seu pescoço com o alfinete. Como ele esta se recuperando da sua depressão, Chou Sawagejou reaparece dizendo mentiras para Kamatari sobre Shishio, que recupera a razão para viver. E Kamatari decide se tornar um espião trabalhando para o governo, com disfarce de estudante no exterior.
Kariwa Henya
Kariwa Henya (刈 羽 蝙 也) é um guerreiro conhecido pelas suas habilidades aéreas, ao levantar voo, ele dispara dinamites em seus adversários, também, pode descer para atacar seus inimigos usando uma lâmina presa em seu braço, em seguida, retornando para o ar. Sua habilidade de voar é retirada da sua condição física, ele é muito magro e é tão leve que explosões constantes podem facilmente mantê-lo no ar, e suas asas sintéticas de morcegos, usadas por ele permitindo controlar seus movimentos no ar. Henya é derrotado por Yahiko Myoujin, durante a invasão ao Aoiya. Com a morte de Shishio, Hanya começa a trabalhar como espião para o governo no exterior graças as suas habilidades aéreas.
Senkaku
Senkaku (尖角) é um guerreiro subordinado de Makoto Shishio que tinha a Vila Shingetsu sobre seu domínio. E o responsável direto pela morte de Eiichiro Mishima, irmão de Eiji Mishima e colega de Hajime Saitou, depois de descobrir que Eiichiro estava espionando para o Governo Meiji. Caracterizado pelo formato cômico de sua cabeça, pelas roupas coladas, e pelo tamanho descomunal, e também pela sua personalidade esquentada. Ele luta usando um par de lâminas juntas, e tem uma elevada velocidade, contrariando seu tamanho. Senkaku foi derrotado por Kenshin Himura, depois foi entregue para policia, mas conseguiu fugir da prisão. Ele encontra com Soujirou Seta pelo caminho, que acreditava que Senkaku era fraco, pois perdeu para Kenshin, e Senkaku morre pelas mãos de Soujirou, seguindo sua filosofia "se você é forte você vive, se você é fraco você morre".
Iwanbou
Iwanbou (夷 腕 坊) é um gordão idiota que usa seu imenso tamanho e força bruta para derrotar seus adversários, e esta armado com pequenas lâminas nas pontas dos dedos que podem perfurar a carne das pessoas causando grandes estragos e sua pele é grossa o suficiente para suportar ataques. Ele é muito estúpido, e está sempre sorrindo feito um absoluto idiota, e não dizer nada. Participou da invasão ao Aoiya com os outros membros da Juppongatana coletando informações sobre Kenshin Himura e seu grupo, fugindo em seguida com derrota dos membros da Juppongatana. E revelado que Iwanbou é um boneco mecânico criado por Gein, revelando ter criado mais duas versões dele. E Gein reaparece mostrando a forma mais perigosa de Iwanbou. Morreu pelas mãos do seu próprio criador na cidade de Nagoya, pois já não tinha nenhuma serventia para seu criador.
Saizuchi
Saizuchi (才 槌) é um velho baixinho que manipula Fuji estabelecendo os planos de batalha para ele. Ele acredita que na sua idade, faz dele o que é certo, desde que tenha vivido tanto tempo. Carrega consigo um cajado de madeira, mas ele não é muito chegado em combates físicos, preferindo fazer o uso proficiente de suas palavras para manipular as pessoas. Durante a invasão dos membros da Juppongatana ao Aoiya, ele tentou destruir com suas palavras a moral da Oniwabanshuu, com um discurso a respeito de porque é impossível para eles derrotar Fuji e ele próprio. Com a derrota dos integrantes da Juppongatana, ele consegue fazer um acordo com o governo, passando a trabalhar como diplomata, servindo em situações difíceis.
Fuji
Fuji (不二) é um guerreiro gigante que é considerado como uma aberração por todos a sua volta, seu verdadeiro nome não é mencionado durante a série. Um dia, Fuji foi atacado e quase morto, mas é encontrado pelo velho Saizuchi, Fuji estava deprimido e magoado em um estado perfeito para Saizuchi poder manipular suas emoções e transformá-lo em lutador incrível, passando a ser controlado por Saizuchi que estabelece todos os planos de batalha para ele. Fuji carrega consigo uma imensa foice e usando uma armadura de samurai com um crânio como máscara. Fuji é derrotado com um golpe único por Seijuurou Hiko, mas teve sua vida poupada, abrindo sua alma para um verdadeiro artista marcial. Hiko foi o primeiro a olhar para Fuji como alguém que não seja um monstro. Após ser derrotado, Fuji passa a trabalhar servindo para o governo, designado a desenvolver as plantações nas ilhas Hokkaido e agir como um lutador para defender seu país em tempos de guerra.

### Seis Companheiros
Os Seis Companheiros (Rokunin Nakama em japonês) é um grupo de guerreiros liderados por Enishi Yukishiro. A maioria dos membros do grupo tem uma ligação com o passado do Hitokiri Battousai, na época do Bakumatsu, e desejam vingança pelos seus crimes, pois tiveram suas vidas destruídas pelas atitudes de Kenshin. No entanto Gein, Banjin Inoue e Hyouko Otowa são apenas mercenários que estão presentes no grupo para testarem suas habilidades, Hyougo Kujiranami e Mumyoui Yatsumi realmente buscam vingar suas vidas destruídas pelas mãos de Kenshin. E um grupo de personagens exclusivos da história do mangá presentes apenas na Saga Jinchuu.
Enishi Yukishiro
Enishi Yukishiro (雪代 縁, Yukishiro Enishi) é o principal antagonista da último saga do mangá, Saga Jinchuu, ausente no anime. Enishi foi criado por sua irmã Tomoe Yukishiro, e a considera como sua própria mãe. Ele é movido pelo desejo doentio de vingar a morte da sua querida irmã, morta pelo marido Kenshin Himura, e carregando um forte sentimento de ódio por Kenshin. Enishi está sempre carregando um diário, onde esta escrito todo o sofrimento que ele passou com a morte de sua irmã e para lembrar do grande causador de toda a sua infelicidade. Viveu durante muito tempo em Xangai trabalhando como um traficante de armas a serviço da máfia, e desenvolveu o estilo da arte chinesa de esgrima, Wattoujutsu, se tornando o chefão da máfia chinesa. Seu estilo de luta se baseia inteiramente em ataques diretos ou contra-ataques, sem nunca se importar com a defesa.
Enishi retorna para Japão para iniciar seu objetivo de vingança pela morte de sua irmã, reunindo um seleto grupo de guerreiros que compartilham o mesmo sentimento de ódio por Kenshin pelos seus crimes. Seu objetivo inicial era fazer com que Kenshin primeiro sentisse na pele a sensação de perde a pessoa mais importante em sua vida para depois matá-lo. Enishi ordena que seus subordinados destruam todos os locais de Tóquio que são frequentando por Kenshin, como parte do seu plano e ordena que Gein crie um falso cadáver da Kaoru Kamiya para parecer que Enishi matou Kaoru deixando Kenshin furioso. Consegue derrotar Kenshin no primeiro combate, mas é derrotado pelo mesmo no segundo combate. Depois disso, ele se arrepende dos seus atos e sai pelo mundo como um andarilho pacifista.
Watsuki originou a criação do personagem Enishi Yukishiro, usando "vingança", como o "modelo ou conceito" do personagem. Como Watsuki criou Makoto Shishio como um "tipo de maníaco", e publicou aos leitores do mangás, que planejou desenhar Enishi Yukishiro como um "tipo depressivo", e acrescentou ao personagem que se tornou "uma espécie de insosso", como a influêncoa de Shishio permaneceu em seu trabalho. Watsuki disse que podia ver a "obsessão" dentro do personagem. O autor descreveu que a admiração que Enishi sente por sua irmã, e sua obsessão e ódio por Kenshin, reflete em seu "lado negro", pois Watsuki acrescentou que não tem uma irmã mais velha e há pessoas que ele sente a necessidade de se vingar.
Watsuki publicou que sente apego ao personagem e que um dia iria gostar de usar Enishi Yukishiro em um trabalho futuro. Enishi Yukishiro não tinha nenhum modelo de projeto específico. Watsuki publicou que algumas pessoas acreditaram erroneamente que os personagens Vash, the Stampede de Trigun e Basara de Macross 7, foram os modelos para o design de Enishi Yukishiro. Watsuki acrescentou óculos ao personagem, e completou com uma roupa inspirada no personagem Gambit, da revista norte-americana dos X-Men. Watsuki acredita que o personagem é um de seus "melhores" projetos, e sentiu que Enishi era "muito atraente" para um vilão final, e que Watsuki estava cansado de desenhar "tipos consideráveis".
Gein
Gein (外 印) é o último membro restante de um pequeno grupo de pessoas que dominam a arte da mecânica da Idade Média. Gein cria bonecos de cadáveres como a série Iwanbou e o falso cadáver de Kaoru Kamiya. Gein é realmente um homem velho, mas é muito forte, devido ao seu controle sobre suas marionetes pesadas, por tanto tempo. Ele apenas quer testar suas criações e precisa ser em torno de homens de batalha para testar suas criações, pois, segundo ele, a vanguarda da tecnologia esta sempre em batalha. Esta é a principal razão pela qual Gein se tornou subordinado de Makoto Shishio, com o disfarce de Iwanbou.
Com a morte de Shishio, ele é encontrado por Enishi Yukishiro juntando-se a ele. Gein ajuda Enishi criando um boneco cadáver da Kaoru Kamiya para enganar Kenshin Himura fazendo parecer que Kaoru havia sido morta por Enishi, Gein considera este cadáver falso da Kaoru como sua maior criação. Quando ele chega em, Tóquio vai para o cemitério recuperar a sua boneca cadáver, onde ele é executado ao cair na armadilha preparada por Aoshi que havia descoberto que o cadáver era falso. Aoshi Shinomori matou Gein depois de descobrir onde esta Kaoru.
Kujiranami Hyougo
Hyougo Kujiranami (鲸 波 兵 库, Kujiranami Hyōgo) é um guerreiro que durante a época do Bakumatsu enfrentou Kenshin Himura, perdendo a luta, tendo seu braço direito amputado pela espada de Kenshin, ele pede para Kenshin matá-lo, pois Hyougo não queria viver para assistir uma época em que as guerras são travados armas de fogo ao invés de espadas, ausentando as lutas de habilidades e almas. No entanto, Kenshin se recusa a matar ele, afirmando que não queria mais matar e que Hyougo precisava viver para presenciar uma nova era.
Sentindo que Kenshin roubou sua honra e orgulho como um guerreiro, Kujiranami jurou vingança e se tornou um aliado de Enishi Yukishiro em seu grupo, buscando vingar sua humilhante derrota para Kenshin, fazendo ele sofrer e depois matá-lo. Enishi entrega para Kujiranami um canhão Armstrong especializado, substituindo o seu braço direito que tinha sido amputado por Kenshin, e ele demostra ser bastante preciso nos disparos a partir de longas distâncias. Kujiranami também carrega um lançador de granadas especializado, que pode disparar explosivos mais rápido do que o seu canhão, mas sem tanta força explosiva e Kujiranami também pode usar as armas para desferir golpes poderosos.
Kujiranami usou seu canhão Armstrong, para destruir o restaurante Akabeko. Yahiko Myoujin é o único em torno de Hyougo que conseguia segurá-lo no momento, até que Kenshin chega e arranca o canhão de Hyougo, que recupera sua sanidade mental. Depois Yahiko consegue convencer Hyougo que seu ódio por um samurai companheiro é errado e não tem feito nada para ele, excerto levá-lo para o caminho errado. Hyougo admite que, estava errado e pede desculpa para Kenshin por seus crimes, e se entrega para polícia.
A ideia de um lutador com uma única mão se originou de Iba Hachiro, um espadachim do Bakumatsu. Watsuki originalmente pensou em fazer de Enishi Yukishiro um lutador com uma única mão, mas depois de considerar os problemas que envolvem um espadachim com apenas uma mão qualificado para enfrentar Kenshin, Watsuki decidiu fazer de Kujiranami um lutador com apenas uma única mão. Watsuki pretendia fazer Kujiranami um Exterminador do Futuro como personagem, como Watsuki foi incapaz de fazer Usui Uonuma um Exterminador do Futuro. Mas quando chegou o momento de desenhar a história, Watsuki e seus assistentes sentiu cansado do trabalho. Desde o desenho da destruição de edifícios e pessoas que fogem seria cansativo, Watsuki e seus assistentes decidiu retirar os aspectos de Exterminador do Futuro.
O modelo de design de Kujiranami é o personagem Apocalypse dos X-Men, um dos vilões favoritos de Watsuki. O autor sentiu que os lábios do Apocalypse são "bastante interessante", então ele deu lábios semelhantes para Kujiranami. De acordo com Nobuhiro Watsuki algumas pessoas erroneamente acreditam que o projeto de Kujiranami originou a partir de Hanma Yagyu de Samurai Shodown (Samurai Spirits) ou Barret Wallace de Final Fantasy VII; Watsuki não tinha jogado Final Fantasy VII na época em que escreveu o perfil de Kujiranami.
Banjin Inoue
Banjin Inoue (戌 亥 番 神) é um lutador que utiliza dois braceletes especiais chamados de Tekko nos braços para lutar, os braceletes são capazes de desviar qualquer tipo de ataque, incluindo balas de metais. Banjin gosta de se gabar de ser invencível e invicto, mas Sanosuke Sagara afirma que Banjin usa os braceletes para esconder sua fraqueza. Banjin era discípulo do ninja Tatsumi, o antigo líder do grupo que tentaram matar Kenshin Himura durante o Bakumatsu.
Com a morte do seu mestre para Kenshin, Banjin jurou vingar a morte dele, se juntando ao grupo de Enishi Yukishiro para ajudar no projeto de vingança contra Kenshin. Porém, Banjin usa apenas a desculpa da morte do seu mestre, para poder lutar e provar o quão poderoso ele se tornou, e não se importa com memória do seu mestre, pois Banjin pensa ser apenas um simples perdedor. Banjin e Sanosuke realizam seu primeiro confronto, com Sanosuke conseguindo derrotar Banjin e destruindo um dos seus braceletes, obrigando Banjin à fugir. Mais tarde, Banjin recebe um novo par de braceletes de Enishi, para poder lutar novamente contra Sanosuke no ataque ao dojo Kamiya.
Banjin reencontra com Sanosuke buscando uma revanche, mas Banjin é novamente derrotado por Sanosuke, e seus braceletes foram destruídos definitivamente. Depois de ser derrotado, Banjin jura matar Sanosuke na próxima vez, e Sanosuke pede para ele tentar, avisando que Banjin nunca irá ganhar, enquanto ele usar os braceletes para encobrir sua fraqueza. Banjin é levado preso pela polícia.
Hyouko Otowa
Hyouko Otowa (乙 和 瓢 湖, Otowa Hyōko) é um drag queen usuário de várias armas que ele mantém escondidas em seu corpo, e afirmar ter um total de 13 armas escondidas em seu corpo, e mostrando apenas 4 delas ao longo da série. Otowa é um indivíduo sádico gostando de matar as pessoas por diversão, e não se importar em matar mulheres, idosos ou crianças.
Otowa tinha como melhor amigo o ninja Nakajou, e juntos competiam matando as pessoas. Como Nakajou foi morto por Kenshin Himura, e Otowa com o desejo de vingar a morte do seu amigo, se junta ao grupo de Enishi Yukishiro para vingar a morte do seu amigo, fazendo Kenshin sofrer. Na realidade Otowa aderiu o prazer em lutar e usando a morte do seu amigo como desculpa para conseguir lutar. Otowa enfrenta Yahiko Myoujin no ataque ao dojo Kamiya.
Ele chega perto de matar Yahiko com algumas das suas armas escondidas, mas Yahiko consegue derrotá-lo. Ele fica com um sorriso enlouquecido no rosto não podendo acreditar que foi derrotado por alguém que com a metade da sua idade. Apesar do silêncio de Kenshin e Sanosuke, Otowa começa a ficar com medo das habilidades de Kenshin pensando em fugir dele, após sua derrota para Yahiko, mas Otowa foi preso pela polícia antes que pudesse fugir.
Mumyoi Yatsumi
Mumyoui Yatsumi (八 ツ 目 無名 異, Yatsume Mumyōi) é um membro de um antigo clã de mineração de ouro, a forte tradição da família leva os seus membros da família à alongar as partes do próprios corpo usando anéis de ferro para ajudá-los a melhorar na mineração. Como resultado, as partes do corpo de Yatsumi são mais longa que do normal, com a notável exceção do seu braço esquerdo, que é duas vezes mais longo e equipado com garras de metal. Seus dentes também foram afiados virando poderosas presas, quando ele era bastante jovem. Yatsume também pode escavar através do solo com aparente facilidade e é bastante hábil em discrição, demonstrando a capacidade de rastrear em superfícies.
Yatsume se torna um guerreiro entrando para Yaminobu, com o intuito de apoiar o seu clã que estava caindo em desgraça. Na época o grupo tinha sido contratado para matar Kenshin Himura, mas Kenshin aparece matando todos os seus companheiros no grupo, Yatsumi consegue sobreviver e jura vingança contra ele, juntando-se ao grupo de Enishi Yukishiro. Embora Yatsumi, afirma que quer vingar-se de Kenshin para defender as leis do seu clã (que afirmam que qualquer um que vê uma parte alongada do corpo de algum membro do clã deva ser morto), ele revela que seu desejo de vingança também decorre das desventuras do clã, culpando o governo, incluindo Kenshin.
Yatsumi enfrenta Hajime Saitou, apesar de Yatsumi ter conseguido dominar os movimentos de Saitou, este consegue derrotar Yatsumi. Que é levado preso pela polícia. De todos os membros envolvidos no projeto "Jinchuu" ("Justiça dos Homens"), Yatsumi demostra possuir mais respeito pelos seus companheiros no grupo, os cumprimentando formalmente. Ele também aceita a generosidade de Kenshin em seguir em frente com sua vida. Yatsumi também é um dos 3 membros do grupo que foi realmente obcecado com a ideia de vingança contra Kenshin.
O design original do personagem é baseado no vilão Venom das revistas norte-americanas do Homem-Aranha.

### Woo Heinshin
Woo Heishin (呉 黒 星, Wú Hēixīng) é o segundo no comando da facção mafiosa de Xangai encarregado de cuidar da parte administrativa e burocrática da organização. Apesar de empunhar um par de revólver, ele não possui habilidades em combates físicos, como resultado, ele é acompanhado por 4 guarda-costas, os Si Xing (四星, Sì shén, Sig. "Os Quatro Deuses") os lutadores com técnicas que representam os 4 animais protetores da Cidade Proibida. Após Enishi, Heishin é o segundo no comando dos Seis Camaradas. Heishin fica bastante preocupado sobre Enishi permitir que o grupo de Kenshin Himura venha até sua ilha, e decide matar Enishi antes e ordena que seus subordinados cuidem de Kenshin e seu grupo, mas todos os seus guarda-costas são derrotados pelos aliados de Kenshin, e ele é brutalmente espancado por Enishi. Pouco tempo depois, ele retornar para China.
Watsuki criou Heishin, após seu editor disser que precisava para colocar mais sobre "o mercado negro das armas". Uma vez que a organização foi feita simplesmente para explicar as finanças de Enishi, Watsuki acredita que a adicionar Heishin "não parecia mudar nada", e sentiu que teria sido incapaz de definir a personalidade do personagem, então Heinshin se tornou "esta criatura patética". Mesmo que o personagem tenha sido o segundo favorito de Watsuki na história, ele publicou que Heinshin foi um dos personagens "de caráter pouco atraente", e afirmou ter lamentado desenvolver Heinshin para a história. Watsuki criou Heinshin sem nenhum modelo de caráter específico, em torno do tempo dos capítulos, e projetou Heisnhin para que, obviamente, não parece com qualquer personagem de qualquer obra particular. Heishin foi projetado para ser "pesado" no preto para contrastar com a "brancura" de Enishi.

### Yaminobu
Yaminobu (暗 乃武) era um grupo de extermínio formado por ninjas mercenários seguindo ao comando do Shogunato. Os membros da Yaminobu decidem matar Kenshin Himura usando Tomoe Yukishiro como uma maneira de capturar Kenshin para poder matá-lo. Porém o plano deles não acontece como desejado, pois Tomoe morreu para proteger Kenshin que acabou matando todos os membros do grupo, exceto Mumyoui Yatsumi que conseguiu escapar.
Outros membros do grupo eram: Nakajou (中 条) é um ninja mercenário que era o melhor amigo de Hyouko Otowa. Nakajou teve seus braços cortados na altura do cotovelo por Kenshin, ele sacrifica sua vida de forma inútil na tentativa de matar Kenshin; Murakami (村上) é um ninja mercenário que se utiliza de duas espadas idênticas para lutar. Murakami morre ao ser cortado ao meio pela sua própria espada, enquanto coletava informações sobre as habilidades de Kenshin para entregar as informações para seus companheiros; Sumita (角 田) é um ninja mercenário que utiliza um grande machado para lutar, ele é um homem grande. Sumita teve as suas pernas cortadas por Kenshin e sacrificou sua vida de forma inútil na tentativa de matá-lo; O líder do grupo era Tatsumi (辰 巳) um ninja mercenário que é um lutador do estilo Muteki que era instrutor de esgrima de Banjin Inoue ensinando seu estilo de combate. Tatsumi usa os seus subordinados para enfrentar Kenshin e aguardando o melhor momento para matá-lo, ele inicialmente tinha a vantagem no combate contra Kenshin e estava pronto para efetuar o seu golpe final em Kenshin, mas Tomoe interfere em seu golpe salvando Kenshin e ficando gravemente ferida no processo, aproveitando a oportunidade Kenshin ataca Tatsumi matando-o; Outro agente do grupo era Iizuka (饭 冢) um ninja mercenário que agia como um membro da Ishin Shishi que era amigo pessoal de Kenshin, mas que secretamente trabalhava como um mercenário da Yaminobu servindo para a facção da Shogunato. Após a morte dos membros da Yaminobu para Kenshin, Iizuka consegue fugir, mas Katsura Kogoro envia Makoto Shishio para eliminar I'izuka, tendo descoberto a verdadeira afiliação de I'izuka.

### Fudosawa
Fudosawa (不 动 沢) é um membro da facção mafiosa japonesa que controla uma pequena cidade localizada na província de Shinano (Shinshū). Fudosawa é sobrinho do político Tani Junsanto e possui uma testa com o formato da letra "M". Fudosawa tenta intimidar a família Higashidani contratando Sanosuke Sagara para derrotar o patrono da família, Higashidane Kamishimoemon, mas Sanosuke descobre que Kamishimoemon é seu pai, descobrindo também que sua família esta sendo obrigada a viver na pobreza por Fudosawa. Sanosuke ajuda sua família derrotando Fudosawa, deixando ele com as costelas quebradas.

## Outros personagens

### Seijuurou Hiko
Seijuurou Hiko (比古 清) é o antigo instrutor de esgrima de Kenshin Himura, ensinando seu estilo de assinatura para Kenshin, Hiten Mitsurugi Ryuu. Seu olhar imponente, sua proeza inacreditável de luta e seu ego são partes do seu caráter, considerado pelo próprio autor como o personagem mais forte de Rurouni Kenshin. Hiko derrotou o gigante Fuji com um único golpe e é um apreciador frequente de sake.
Seijuurou Hiko é o 13.ª e último representante do estilo Hiten Mitsurugi Ryuu. No anime, Hiko concorreu a este título com Ryoi Nishida, vencendo. Vivendo nas montanhas próximas a Kyoto, ele se disfarça com o nome de Ni'itsu Kakunoshin (新津 覚之進, Kakunoshin Niitsu), ganhando a vida como oleiro. Em 1859, ele intercepta um grupo de ladrões da montanha que destruíram uma caravana de marcadores, matando várias pessoas, excerto um garoto chamado Shinta, derrotando os ladrões com facilidade. Hiko então deixa Shinta sozinho em meio aos corpos, instruindo-o a procurar abrigo no vilarejo mais próximo.
Uma semana depois, após descobrir que Shinta não estava no vilarejo e consequentemente presumindo que tivesse cometido suicídio, Hiko retorna ao local da chacina, e lá encontra Shinta. O garoto havia enterrado todos os corpos com as próprias mãos, incluindo os corpos dos ladrões. Cativado pelo enorme coração do garoto, Hiko adota Shinta como seu discípulo, rebatizando de Kenshin ("coração da espada"). Hiko criou e treinou Kenshin em meio a, arte do Hiten Mitsurugi Ryuu, mas Kenshin ao completar 14 anos de idade, decide tomar a decisão de participar do Bakumatsu entrando em conflito com o ponto de vista neutro de Hiko, declarando que o lado em que Kenshin apoiasse teria a vitória garantida.
O conflito leva o jovem Kenshin a abandonar seu treino e mestre em favor de lutar no que ele acreditava ser o ideal de proteger as pessoas. A relação só voltaria a ser reatada durante a batalha de Kyoto quando Kenshin vai implorar para que Hiko ensine o "Ougi" ("técnica secreta") reaproximando o mestre e o discípulo. No, OVA Seisohen, Seijuurou Hiko se torna instrutor de Kenji Himura filho de Kenshin e também de Yahiko, pouco antes de Kenji nascer.

### Yukishiro Tomoe
Tomoe Yukishiro (雪代 巴, Yukishiro Tomoe) é o primeiro amor de Kenshin Himura e a irmã mais velha de Enishi Yukishiro. Tomoe buscava secretamente vingança contra Kenshin por este ter matado seu noivo Akira Kiyosato, para atingir tal objetivo, ela se alia a Yaminobu. Ela estava bêbada quando testemunhou a luta entre Kenshin e um ninja mercenário da Yaminobu. Tomoe apenas notou sua presença depois, exclamando: "Você realmente faz chover sangue!". Kenshin se pergunta se devia matá-la devido ao seu protocolo de matar qualquer testemunha, mas, Tomoe desmaiou por causa do choque e da bebida, então, Kenshin a levou para a pousada onde estava hospedado, que, também servia como um quartel-general da Ishin Shishi. Tomoe se emprega como serviçal do estabelecimento. Durante o tempo de convivência, Tomoe e Kenshin desenvolveram um relacionamento indefinido, onde Tomoe percebeu que Kenshin era mais uma criança pura e inocente que um brutal homicida. Enquanto isso, a Ishin Shishi estava virtualmente dividida em dois quando incendiaram Kyoto causando o famoso conflito com os mortais Shinsengumi. Após a crise sofrida na campanha Choushuu, Katsura Kogoro ordenou que Kenshin e Tomoe abandassem a região e fugissem para um remoto vilarejo onde assumiriam a identidade de um farmacêutico e sua esposa. Com o tempo, o que era um casamento de fachada acabou se tornando num amor recíproco e Kenshin jura proteger Tomoe. Ela, tomada pela gentileza, resolve abandonar seu plano de vingança contra Kenshin, pois, apesar dele ter causado sua infelicidade, lhe trouxe uma nova felicidade. Por isso, ela decide fugir. Porém, quando Kenshin vai atrás de Tomoe, acidentalmente a mata, ao protegê-lo de um ataque. O assassinato de sua amada provoca uma nova ferida em seu rosto formando o famoso "X".

### Tsukayama Yutaro
Tsukayama Yutaro (冢 山 由 太郎) é um garoto que deseja se tornar um poderoso espadachim. Yutaro vive com seu pai, sentido que as ações do seu pai em vender katanas para os europeus são desagradáveis. Portanto Yutaro deseja se tornar melhor do que seu pai. Sua família é enganada por Raijuuta Isurugi, que fingiu uma tentativa de assalto usando seus capangas, então Raijuuta aparece fingindo derrotar os bandidos, salvando a família de Yutaro, e esperando uma recompensa em troca. Raijuuta então recebe a função de treinar Yutaro, em troca de fornecimento para seu dojo do estilo Shinko.
Yutaro e Yahiko se tornam rivais, e os dois ganham um desejo mútuo de tornar-se melhor do que o outro. Após Raijuuta iniciar um ataque furtivo ao grupo de Kenshin Himura, e os dois ganham um desejo mútuo para tornar-se melhor do que o outro. Após Raijuuta inicia um ataque furtivo falhou no grupo de Kenshin, errando seu ataque e cortando os nervos do braço direito de Yutaro, portanto, tornando Yutaro incapaz de segurar uma espada com a mão. Yuzaemon leva Yutaro para a Alemanha para receber tratamento médico. Antes de sair, no entanto, Yahiko confronta, desprezando o mau humor de Yutaro, dizendo para ele superar a tristeza, trabalhando para ser melhor do que imaginava ser Raijuuta. Yutaro responde que ele nunca vai parar de praticar esgrima e seu braço esquerdo ainda é o suficiente para se tornar grande. No final da série, Yutaro (embora nunca fazendo uma aparição) é identificado como um dos instrutores do Kamiya Kasshin Ryuu no dojo Kamiya, junto com Yahiko.

### Sekihara Tae
Sekihara Tae (三条 燕) é a gerente de 20 anos do restaurante Akabeko (赤べこ), que é um lugar frequentado por Kenshin Himura, Kaoru Kamiya e o resto do grupo. Têm uma irmã gêmea chamada Sekihara Sae (関原 冴), trabalhando num restaurante semelhante em Kyoto, chamado Shirobeki. No anime, e um pouco no mangá, Tae tenta empurrar a relação entre Kenshin e Kaoru; já que parecia para ela que a relação entre eles, não estava funcionando.
Watsuki originalmente criou a personagem como uma conveniência, na aparição de Sanosuke na história, e se destina a Kaoru Kamiya para apradinhar um restaurante operado por "uma boa amiga", o autor publicou que não usou "nenhum pensamento", enquanto a criação da personagem e incluindo a falta de planejamento para seu design. A personalidade de Tae originau da personagem Kamiya Megumi, da publicação do one-shot da história de Watsuki. Como a história progredi Watsuki encontrou-se acrescentar detalhes adicionais sobre a personagem, como o nome de família de Tae, seu status como a filha do dono do restaurante Akabeko, e sua coleta de pinturas. Watsuki disse que Tae foi o primeiro personagem a evoluir da maneira que ela fez. Watsuki não deu batom para Tae para se distinguir facilmente da Megumi. O design original da personagem se originou a partir de um modelo rejeitado de Kenshin e um "suave", de rosto feminino. Watsuki teria originalmente planejado para Tae ter um dialeto da região de Kansai e tinha um assistente da região de Kansai, mas Watsuki desistiu da ideia depois que sentiu o conceito da personagem foi se tornando muito estranho.

### Sanjou Tsubame
Sanjou Tsubame (三条 燕, Sanjō Tsubame) é uma menina que trabalha como garçonete no restaurante Akabeko, auxiliando Tae, que é frequentado às vezes por Kenshin Himura e seu grupo. Por ser de origem humilde Sanjou servia uma família de samurais, porém seu antigo senhor era um bandido que planejava assaltar o restaurante, mas Yahiko Myoujin (com uma pequena ajuda de Kenshin e Sanosuke), consegue derrotar os bandidos. Sanjou é uma menina tímida e de maneira mansa de falar. Quando Kenshin, estava em uma profunda depressão, pela suposta morte de Kaoru Kamiya, nas mãos de Enishi Yukishiro, Tsubane pede para Kenshin ajudar Yahiko no combate, contra os capangas de Enishi e fazendo Kenshin se recuperar da depressão. Comumente chamava Yahiko de Garoto Yahiko, que o próprio Yahiko detesta. Futuramente Yahiko e Tsubame se tornam um casal na história do mangá, e Watsuki pronunciou em notas que eles tiveram um filho, Shinya Myoujin (明 神 心 弥, Myōjin Shinya).
Watsuki disse que não usou nenhum modelo específico para criar a personalidade da personagem. O autor de Rurouni Kenshin pensou no conceito "de uma rapariga que está a motivação de uma jovem de agir", e apresentou-a como a heroína na história de Yahiko. Watsuki usou Tsubane como um "testamento" do "pensamento errado de uma idade anterior", e que deu uma forma para a formação de Yahiko. De acordo com Watsuki o modelo para a personagem se originou a partir de uma popular série de anime Sailor Moon. Como Tsubame é "uma menina comum", o autor decidiu que seu cabelo deve ser tanto em um corte tigela ou em tranças. Depois de assistir a série Sailor Moon, decidiu usar "um corte de tigela", como o cabelo de Hotaru Tomoe, a Sailor Saturno. No capítulo final de A Sakabatou de Yahiko", Watsuki projetou Tsubane com um olhar "tão bonito quanto o possível", pois queria uma história onde Tsubane era a heroína. Originalmente, Watsuki pretendeu entregar uma roupa de garçonete, que mais parece com uma roupa de empregada, a ser exclusivamente para A Sakabatou do Yahiko, desde o estilo empregada estava na moda na época. Watsuki temia que a moda pode ser ultrapassada pelo tempo que escreveu A Sakabatou do Yahiko, então usou um novo traje de garçonete para a personagem, no capítulo final de Rurouni Kenshin. O nome da personagem Tsubame se originou a partir de locais onde Watsuki vivia em Niigata.

### Chefe Uramura
Uramura (浦村) ou Chefe Uramura (浦村 署长, Uramura-shochō) é um chefe da polícia local, que é um bom amigo de Kenshin Himura que muitas vezes lhe informa sobre distúrbios locais. Quando Enishi Yukishiro começa sua vingança contra Kenshin, a residência de Uramura é atacada junto com dojo Maekawa e o restaurante Akabeko como parte do plano de Enishi, atacando os lugares em Tóquio mais importantes para Kenshin, felizmente Uramura e sua família são salvos por Kenshin. Seu nome é alterado no anime para Chefe Muraki.

### Geezer
Geezer (オイボレ, Oibore) é um personagem exclusivo do mangá e é um velho gentil e amigável, que vaga por vários lugares no Japão. Quando Kenshin Himura fica com uma depressão profunda, pois acreditava ter falhado em seu dever de proteger Kaoru Kamiya. Geezer gentilmente convence Kenshin para encontrar um propósito para conseguir superar as dificuldades em vez de ouvir os amigos dizendo-lhe para vingar a morte de Kaoru. Geezer revela ser pai de Tomoe e Enishi, estando consciente sobre a morte acidental de sua filha pelas mãos de Kenshin. Ele é visto pela última vez com seu filho Enishi em Tóquio, embora Enishi, não reconhece a identidade de Geezer como seu pai. Geezer parece ter uma profunda compreensão da natureza humana.

### Arai Seiku
Arai Seiku (新 井 青 空) é filho do lendário ferreiro Shakku Arai com quem aprendeu a forjar instrumentos de guerra. Seiku é casado com Azusa com quem tem um filho, chamado Iori. Quando Kenshin Himura vai para Kyoto, pergutando para Okina sobre Shakku Arai, esperando conseguir uma espada substituta ideal para sua espada que estava quebrada.
Okina responde dizendo que Shakku está morto, mas que seu filho Seiku está vivo. Quando Kenshin pede para Seiku forjar uma nova espada, este se recusa porque quer viver uma vida pacífica e não quer mais construir instrumentos de guerra.
Mas Chou Sawagejou um membro da Juppongatana que deseja levar a última espada forjada pelo seu falecido pai, sequestra seu filho Iori para usá-lo como moeda de troca pela espada, até sua esposa revelar a localização da última espada forjada por seu pai. Porém, Chou continua mantendo Iori como refém, e vai para o Santuário Hakusan, onde a espada está localizada.
Mas Kenshin estava o aguardava no Santuário, e mesmo estando com sua espada quebrada Kenshin inicia um combate contra Chou para impedir os planos deste, Seiku percebendo a importância da luta de Kenshin, resolve entregar para ele a última espada forjada pelo seu pai, e para surpresa deles, a espada é apenas uma versão melhorada da Sakabatou, e Kenshin consegue derrotar Chou, resgatando o filho de Seiku, mas Chou consegue fugir.

### Souzou Sagara
Souzou Sagara (相 楽 総 三, Sōzō Sagara) é um personagem inspirado em uma figura real da história japonesa. Capitão da tropa Sekihoutai, um exercito formado por pessoas comuns que estavam de acordo com revolução e queriam um novo governo. Sanosuke Sagara fazia parte deste exercito quando criança e via o capitão Sagara como alguém muito importante, um amigo, quase um pai, tanto que mais tarde adota seu sobrenome. O capitão Sagara era um homem justo e acreditava que podia ajudar na mudança do país. Mas, quando o novo governo assumiu acabou traindo Sagara e sua tropa ordenando sua execução.

### Tsukioka Tsunan
Tsukioka Tsunan (月 冈 津南) é um sobrevivente do "Exército Sekihoutai" depois que foi dissolvida pelo governo. Chamado de Katsu por Sanosuke Sagara, Tsunan tornou-se um fabricante de bombas após a Restauração Meiji. Ele é um especialista em armas explosivas e pólvora, e pretende utilizá-los contra o Governo Meiji. Quando Tsunan e Sanosuke tentam embarcar em uma campanha terrorista contra o governo Meiji mais tarde na série, eles são parados por Kenshin Himura. Desde então, Kenshin enterrou as bombas de Tsunan que se tornou um jornalista para seu próprio jornal (no anime Katsu enterrou suas próprias bombas). No entanto, ele ainda faz bombas apenas como um hobby - ele tem vários que entrega ao Sanosuke apenas antes de seguir Kenshin em Kyoto. No anime, Tsunan se torna uma valiosa fonte de informação para Kenshin e Sanosuke, servindo como fonte de inteligência durante a última saga do anime.

### Família Higashidani
O pai de Sanosuke Sagara e os irmãos menores vivem na província de Shinano e eram intimidados por Fudosawa os forçando a viverem na pobreza, até Sanosuke aparecer e derrotar Fudosawa libertando sua família. Higashidani Kamishimoemon (東谷 上下 ェ 門) é um agricultor e patrono da família Higashidami; Uki Higashidani (东 谷 右 喜) é a única filha de Kamishimoemon é uma garota animada e protetora com seu irmão casula; Higashidani Ōta (东 谷 央 太) é o irmão casula que se torna um estudante no dojo de Kaoru Kamiya; Naname (菜 々 芽) é a esposa de Kamishimoemon com teve três filhos, ela morreu após o nascimento de Ota devido a um resfriado.
Watsuki disse que sempre tinha alguma ideia de que a família de Sanosuke seria assim, e, portanto, formou a família Higashidani ao longo desses conceitos. Portanto, Kamishimoemon é o que Sanosuke seria como uma pessoa mais velha, Uki é "animado" e protetor dos outros, e Ōta é um menino pequeno e fraco. Watsuki sentiu que ilustrar a família foi divertido e que gostava de desafiar suas habilidades de ilustração, desenhando uma família inteira. Watsuki não tinha modelos para o design visual dos personagens. Kamishimoemon se origina a partir de um conceito da meia idade de Sanosuke. Watsuki descreve Uki como "fácil de desenhar um tipo moderno", e descreve Ota como uma "imagem típica" de uma criança fraca de uma região rural que tem bochechas com marcas circulares. Watsuki teria destinado a um projeto que seria desenhado rapidamente, mas encontrou dificuldade ao tentar isso. À medida que os projetos evoluíram Watsuki decidiu que precisava estudar imagens de pessoas reais.

### Akira Kiyosato
Akira Kiyosato (清里 明良) é um personagens exclusivo do mangá, e é falecido noivo de Tomoe Yukishiro. Durante o primeiro ano de Genji (1864), depois de uma noite de bebedeira com seus companheiros, Akira fica cara-a-cara com infame Kenshin Himura, na época conhecido como Hitokiri Battousai. Depois de matar de seus companheiros, Kenshin virou sua espada ensanguentada na direção de Akira, que lutou bravamente conseguindo deixar uma cicatriz profunda e duradoura no rosto de Kenshin, mas é mortalmente ferido. Sangrando, Akira chorou pensando sobre seu futuro perdido com Tomoe, Kenshin elogia a vontade de viver de Akira e reza para que ele encontre a felicidade na próxima vida.

### Tsukayama Yuzaemon
Tsukayama Yuzaemon (塚山 由左衛門) é um personagem exclusivo do mangá e é pai de Yutaro. Tsukayama é um samurai de ranking baixo, cuja posição mudou drasticamente após os eventos ocorridos durante o Bakumatsu. Com as classes de samurais se desfazem, Yuzaemon tornou-se um comerciante especializado na venda de katanas para compradores estrangeiros. Seu negócio se tornou um sucesso, permitindo que ele e seu filho se tornassem ricos e independentes se mudando para uma grande propriedade fora de Tóquio. No entanto, Yuzaemon acabou por abandonar seus métodos de batalha para cuidar mais dos seus negócios, e esperava que Yutaro ira, crescer se tornando mais forte do que ele tinha sido. Infelizmente, seu sucesso nas vendas de katanas para exterior também chamou a atenção indesejada como um grupo de bandidos que atacaram seu carro, enquanto fazia um passeio com seu filho durante a noite. Yuzaemon implora em vão por sua vida, ele e seu filho foram subitamente salvos pela intervenção oportuna de Raijuuta Isurugi. Percebendo sua impotência diante da violência, Yuzaemon pediu para Raijuuta ficar em sua mansão com a finalidade de ensinar a arte do kenjutsu para Yutaro, em troca de financiar um dojo próprio para Raijuuta ensinar o estilo Shinko. Por cerca de três meses, Raijuuta permaneceu na mansão ensinando seu estilo de esgrima para Yutaro. Quando Raijuuta encontra outro espadachim Kenshin Himura causando uma briga entre os dois, e Yutaro é gravemente ferido por um descuido de Raijuuta, perdendo o uso do braço direito. Percebendo seu erro ao confiar em Raijuuta e se sentir responsável pela morte de sonhos Yutaro em ser o melhor espadachim, Yuzaemon decide se mudar com filho para a Alemanha onde avançados médicos ocidentais poderiam encontrar uma maneira de curar o braço de seu filho.

### Maekawa Miyauchi
Maekawa Miyauchi (前 川 宫内) é um personagem exclusivo do mangá, e o proprietário de um dojo em Tóquio, onde Kaoru Kamiya costumava à treinar, ele é o mestre do estilo de combate Chuetsu. Quando Raijuuta Isurugi aparece em seu dojo, desafiando para uma batalha, Maekawa aceita o desafio, mas é derrotado por Raijuuta, que estava preste a mata-lo, mas Kenshin aparece impedindo Raijuuta. Na Saga Jinchuu, Maekawa teve seu dojo é atacado por Banjin Inoue por ordens de Enishi Yukishiro, como parte do seu plano de destruir todo os locais de Tóquio frequentados por Kenshin, mas Maekawa não culpa Kenshin pelo acontecido, mas ele decidiu se aposentar e escolheu um sucessor mais jovem, para assumir o seu lugar.

### Kenji Himura
Kenji Himura (绯 村 剣 路, Himura Kenji) é filho de Kaoru Kamiya e Kenshin Himura que apereceu pela primeira vez no último capítulo do mangá como uma criança. Embora seja semelhante físicamente com Kenshin, ele tem mais carinho por sua mãe, e têm o hábito de puxar o cabelo do seu pai. No, OVA Seisohen, ele se torna aprendiz de Seijuurou Hiko.

### Mishima Eiichiro
Mishima Eiichiro (三島 栄一郎, Ei'ichirō Mishima) é o irmão de Eiji Mishima e um agente da polícia. Nascido e criado na Vila Shingetsu, uma pequena cidade governada por Makoto Shishio através do seu capanga Senkaku. Eiichiro é coordenado a fornecer informações para policia sobre as ações de Shishio. Ele ao descobrir sobre os planos do governo em abandonar a Vila Shingetsu dando a oportunidade de Shishio controlar definitivamente a aldeia, Eiichiro desesperadamente tenta retirar sua família da vila para segurança deles. Infelizmente, o seu plano de fuga é descoberta, sendo fatalmente ferido por Senkaku, Eiichiro só é capaz de fugir com seu irmão para floresta antes de sucumbir, as dores dos ferimentos. Ele é encontrado por Kenshin Himura e Makimachi Misao, com seu último suspiro, pede para que Kenshin e Misao protegerem Eiji e a Vila Shingetsu.

### Mishima Eiji
Mishima Eiji (三岛 栄 次) é uma jovem residente da Vila Shingetsu que quer vingança contra as forças de Shishio, responsáveis pela morte dos seus pais e irmão. Quando Kenshin Himura derrota Senkaku, responsável pela morte dos pais de Eiji. Que tenta matar Senkaku com uma espada, mas é impedido por Hajime Saitou. Eiji insiste que Senkaku precisa ser morto para honrar a morte da sua família, mas, Kenshin convence Eiji que não é o correto. Eiji então passa a viver sob os cuidados da esposa de Saitou, após um pedido feito por Saitou.

### Katsura Kogoro
Katsura Kogoro (桂 小五郎) é um personagem baseado é uma pessoa real da história japonesa, foi um dos lendários líderes da facção Ishin Shishi durante o Bakumatsu, na campanha Choushuu. Katsura recruta o jovem Kenshin Himura como hitokiri, após testemunhar um desempenho impressionante do jovem em batalha.

### Oguni Gensai
Oguni Gensai (小 国 玄 斎) é o médico particular do dojo da família Kamiya, há anos. Com o falecimento do pai de Kaoru Kamiya, Oguni tornou-se como um pai substituto para os habitantes do dojo, que antes só incluíam Kaoru. No anime, Oguni têm duas netas chamadas, Ayame (あやめ) e Suzume (すずめ). Oguni passa a ter Megumi Takani como sua assistente em seu consultório.

### Okubo Toshimichi
Okubo Toshimichi (大 久保 利 通) é um personagem inspirado em uma pessoa real da história japonesa, ele aparece para informar à Kenshin sobre as crises que estão ocorrendo em Kyoto por causa de Makoto Shishio. Okubo é morto pelas mãos de Soujirou Seta seguindo as ordens de Shishio.

### Yamagata Aritomo
Yamagata Aritomo (山 县 有 朋) é um dos companheiros de Kenshin Himura na época do Bakumatsu. Yamagata só tem uma única aparição no mangá, no anime, ele aparece como um alvo de assassinato de um político corrupto Takuma Hashizune, mas graças a ajuda de Kenshin, ele foi salvo e Hashizume foi preso. Yamagata também desempenha um papel importante na última saga do anime, auxiliando Kawaji e Tsunan tramando uma maneira para destruir o círculo da eternidade.

### Tani Jusanro
Tani Junsaro (谷 十三 郎) é um ex-membro da Ishin Shishi que atualmente trabalha como político no Ministério de Guerra do Governo Meiji. Tani é muito rico e autocentrado, e estava marcado para morrer, pois Udou Jin-e estava tentando matá-lo, porém Kenshin Himura e Sanosuke Sagara defendem Tani com sucesso. No mangá, Tani entra em uma briga com Sanosuke, pois apoia a tirania do seu sobrinho Fudosawa sobre uma pequena cidade na província de Shinano. Após Sanosuke derrotar Fudosawa, ele vai para residência de Tani, derrotando os guarda-costas de Tani, antes ferindo Tani que vai para hospital.

### Shouji Okita
Shouji Okita era um dos personagens presentes na tropa Shinsen, mas possui problemas de saúde e comandava Saito. Quando chega a duelar com Kenshin, Saito duela em seu lugar. Okita é visto como um personagem feminino, mas em Inazuma Eleven GO Chrono Stone é visto como um personagem masculino, mas atua de forma diferente.

## Personagens menores

### Personagens Exclusivos do Anime
Abaixo são personagens criados apenas para a versão do anime de Rurouni Kenshin, e não são encontradas no mangá original da série.

#### Shura
Shura (朱羅) é a filha do ex-líder dos piratas Kairyu. Após a morte do seu pai, ela o sucedeu na liderança dos piratas, e continuou seu legado de roubar somente os ricos corrompidos. Devido ao seu rigor e as regras impostas por Shura, ligando ao fato de que ela seja uma mulher, o resto da sua tripulação não gosta dela, com exceção de dois tripulantes, Sarujiro e Iwazo. Como resultado, o resto da tripulação decide fazer uma rebelião e escolhendo Ginjo como seu novo capitão, que tenta matar Shura, mas ela consegue fugir. Shura voltou, e com a ajuda de Kenshin Himura, derrotou o grupo que estava provocando a rebelião, e com Sarujiro e Iwazo, ela saiu para o mar, como eles ainda eram criminosos procurados.

#### Shougo Amakusa
Shougo Amakusa (天 草 翔 伍, Amakusa Shōgo) é guerreiro cristão representante do estilo de esgrima Hiten Mitsurugi Ryuu ensinado por seu tio, Ryoi Nishida. Ele deseja vingança contra a nação japonesa pela perseguição aos cristãos no país, que foi a principal causa da morte dos seus pais, obrigando Shougo a deixar o país, junto com sua irmã mais nova, Sayo (ou Lady Magdalia) e seu tio, Ryoi Nishida, a fim de sobreviver à perseguição aos cristãos pelo regime Tokugawa.
Ele procura derrubar o governo japonês provocando uma rebelião pela comunidade de Shimabara. Seus seguidores acreditam que Shougo seja o "Filho de Deus". Ele era um prodígio que dominou com perfeição o Hiten Mitsurugi Ryuu e ainda conseguiu dominar uma poderosa técnica que permite que Shougo cegue seus oponentes.
Kenshin Himura percebe que Shougo não é uma pessoa ruim, muito pelo contrário, ele apenas procura libertar o seu povo do sofrimento imposto pelo governo, e decide ajudar Shougo a se libertar deste ódio que consome, e fazer Shougo admitir que não e uma divindade, mas sim um ser humano que está confuso e magoado, como qualquer outro. Depois de uma difícil luta Kenshin consegue derrotar Shougo, fazendo-o ele perceber que seu ódio tinha desviado do seu verdadeiro caminho cristão que é orientar seus seguidores a fazer o certo.
Shougo pede a Kenshin para acabar com sua vida, embora seus seguidores conseguem convencer ele a continuar a viver e orientá-los. Depois de algum tempo na prisão, já que ele se entregou às autoridades, a fim de pagar por seus pecados, o governo japonês decide perdoar Shougo, mas também que ele seja exilado do país com toda comunidade cristã para sempre. Holanda aceita receber cada um deles e depois de uma triste despedida Shougo e todos cristãos deixam o país, e Kenshin e seu resto do grupo se despedem deles no cais. Shougo muda seu sobrenome para Muto.

#### Sayo Amakusa
Lady Magdalia (マグダリア, Magudaria) ou Sayo Amakusa (佐用天草), é a irmã mais nova de Shougo Amakusa, ela serve como uma professora para as crianças pequenas em sua cidade, ela sofre de tuberculose desde que era uma criança. Sayo está muitas vezes sendo acompanhada pelo seu amigo de infância, Shozo. Seu bem mais precioso é santo medalhão de sua mãe que se perdeu e acabou retornando para ela por meio de Sanosuke Sagara, Sayo e Sanosuke se tornam grande amigos. Ela é uma cristã devotada que acredita em tudo o que seu irmão pregar, o que leva a ela ter sérios conflitos com Sanosuke. Ela é baleada enquanto protegia o cônsul holandês, que pode salvar seu povo da cidade, e se recusa a ser tratado na esperança de que as pessoas que ela cuidava serão salvos. Sayo morre nos braços de Sanosuke depois de dizer-lhe o seu verdadeiro nome. Seu irmão Shogo promete tornar o sonho de uma terra de igualdade e paz uma realidade.